# Sauris aspricosta
Sauris aspricosta är en fjärilsart som beskrevs av Louis Beethoven Prout 1925. Sauris aspricosta ingår i släktet Sauris och familjen mätare. Inga underarter finns listade.